# Kachaber Cchadadze
Kachaber Dżumberowicz Cchadadze (gruz. კაქაბერ გურგენიძე ცხადაძე, ur. 7 września 1968 w Rustawi) – piłkarz gruziński grający na pozycji środkowego obrońcy.

## Kariera klubowa
Cchadadze urodził się w mieście Rustawi. Wychował się w tamtejszym klubie Metalurg Rustawi i w 1986 roku zadebiutował w jego barwach w trzeciej lidze radzieckiej. W 1988 roku odszedł do jednej z czołowych drużyn ZSRR pochodzących z Gruzji, Dinama Tbilisi. Przez dwa lata grał w pierwszej lidze ZSRR, a następnie przez kolejne dwa w nowo powstałej lidze gruzińskiej. W 1990 i 1991 roku dwukrotnie wywalczył z Dinamem mistrzostwo Gruzji.
Latem 1991 roku Cchadadze przeszedł do szwedzkiego drugoligowca GIF Sundsvall, a po pół roku trafił do rosyjskiej Premier Ligi. Najpierw występował w Spartaku Moskwa, a następnie w lokalnym rywalu, Dynamie Moskwa. Z tym pierwszym wywalczył mistrzostwo Rosji.
Na początku 1993 roku Gruzin wyjechał do Niemiec i został piłkarzem klubu Bundesligi, Eintrachtu Frankfurt. W lidze niemieckiej zadebiutował 20 lutego w wygranym 2:0 wyjazdowym meczu z Dynamem Drezno. Był podstawowym zawodnikiem Eintrachtu, z którym w 1993 roku zajął 3. miejsce w lidze. W sezonie 1994/1995 stracił miejsce w składzie na skutek kontuzji, a w 1996 roku spadł z Eintrachtem do drugiej ligi.
W 1997 roku Kachaber ponownie występował w lidze rosyjskiej, tym razem w drużynie Ałaniji Władykaukaz. W sezonie 1997/1998 odszedł do Manchesteru City, w którym grał wraz z rodakami Murtazem Szelią i Georgim Kinkładze. W 1998 roku spadł z City z Division One do Division Two. W 1999 roku wrócił do Gruzji i grał w Lokomotiwi Tbilisi. W 2000 i 2002 roku zdobył z Lokomotiwi Puchar Gruzji. Z kolei w latach 2003–2004 grał w rosyjskim Anżi Machaczkała w rozgrywkach Pierwszej Dywizji. Anżi był jego ostatnim klubem w sportowej karierze.
| Sezon   | Klub                | Kraj    | Rozgrywki        | Mecze | Bramki |
| ------- | ------------------- | ------- | ---------------- | ----- | ------ |
| 1986    | Metalurg Rustawi    | ZSRR    | III liga         | 17    | 0      |
| 1987    | Metalurg Rustawi    | ZSRR    | III liga         | 22    | 0      |
| 1988    | Dinamo Tbilisi      | ZSRR    | I liga           | 14    | 1      |
| 1989    | Dinamo Tbilisi      | ZSRR    | I liga           | 27    | 0      |
| 1989/90 | Dinamo Tbilisi      | Gruzja  | Umaglesi Liga    | 32    | 1      |
| 1990/91 | Dinamo Tbilisi      | Gruzja  | Umaglesi Liga    | 12    | 1      |
| 1991    | GIF Sundsvall       | Szwecja | Superettan       | 4     | 0      |
| 1992    | Spartak Moskwa      | Rosja   | Priemjer-Liga    | 7     | 0      |
| 1992    | Dinamo Moskwa       | Rosja   | Priemjer-Liga    | 12    | 0      |
| 1992/93 | Eintracht Frankfurt | Niemcy  | Bundesliga       | 17    | 0      |
| 1993/94 | Eintracht Frankfurt | Niemcy  | Bundesliga       | 29    | 0      |
| 1994/95 | Eintracht Frankfurt | Niemcy  | Bundesliga       | 15    | 1      |
| 1995/96 | Eintracht Frankfurt | Niemcy  | Bundesliga       | 3     | 0      |
| 1996/97 | Eintracht Frankfurt | Niemcy  | 2. Bundesliga    | 9     | 0      |
| 1997    | Ałanija Władykaukaz | Rosja   | Priemjer-Liga    | 17    | 1      |
| 1997/98 | Manchester City     | Anglia  | Division One     | 10    | 1      |
| 1998/99 | Manchester City     | Anglia  | Division Two     | 2     | 1      |
| 1999/00 | Lokomotiwi Tbilisi  | Gruzja  | Umaglesi Liga    | 0     | 0      |
| 2000/01 | Lokomotiwi Tbilisi  | Gruzja  | Umaglesi Liga    | 14    | 0      |
| 2001/02 | Lokomotiwi Tbilisi  | Gruzja  | Umaglesi Liga    | 8     | 0      |
| 2002/03 | Lokomotiwi Tbilisi  | Gruzja  | Umaglesi Liga    | 0     | 0      |
| 2003    | Anżi Machaczkała    | Rosja   | Pierwyj diwizion | 22    | 1      |
| 2004    | Anżi Machaczkała    | Rosja   | Pierwyj diwizion | 19    | 0      |

## Kariera reprezentacyjna
W reprezentacji Wspólnoty Niepodległych Państw Cchadadze zadebiutował 25 stycznia 1992 roku w wygranym 1:0 towarzyskim spotkaniu ze Stanami Zjednoczonymi. W 1992 roku został powołany przez selekcjonera Anatolija Byszowca do kadry na Euro 92, na którym wystąpił w jednym spotkaniu, przegranym 0:3 ze Szkocją. W kadrze WNP wystąpił w 6 spotkaniach i zdobył jednego gola.
Po rozpadzie Związku Radzieckiego Cchadadze zaczął grać w reprezentacji Gruzji. Zadebiutował w niej 2 lipca 1991 roku w wygranym 4:2 meczu z Mołdawią. Do 1998 roku rozegrał w niej 25 meczów, w których zdobył jednego gola.

## Kariera trenerska
Od grudnia 2014 roku prowadzi reprezentację narodową